# François Fagel (1618-1680)
François Fagel ('s-Gravenhage, 3 juni 1618 – aldaar, 12 november 1680) was een jurist en lid en voorzitter van het Hof van Holland.

## Biografie
Fagel was lid van de familie Fagel en een zoon van mr. François Fagel (1585-1644), raadsheer bij de Hoge Raad, en diens eerste vrouw Maria Rosa (1595-1623). Hij trouwde in 1675 met Catharina aux Brébis uit welk huwelijk vier dochters werden geboren.
Fagel studeerde rechten vanaf 1635 te Leiden. Op 14 maart 1670 werd hij raadsheer in het Hof van Holland, van welk college hij vanaf 24 mei 1677 president-raadsheer was. Die laatste functie behield hij tot zijn overlijden.